# Arleen Auger
Arleen Joyce Auger (ur. 13 września 1939 w Long Beach w stanie Kalifornia, zm. 10 czerwca 1993 w Amsterdamie) – amerykańska śpiewaczka, sopran.

## Życiorys
Ukończyła studia na California State University (1963), uczyła się też śpiewu u Ralpha Errolle’a. Zadebiutowała w 1967 roku w roli Królowej Nocy w Czarodziejskim flecie W.A. Mozarta na deskach Opery Wiedeńskiej, w której występowała następnie do 1974 roku. W 1974 roku odbyła tournée po Japonii, gdzie występowała pod batutą Helmutha Rillinga. W 1975 roku śpiewała w mediolańskiej La Scali. Rolą Marceliny w Fideliu Ludwiga van Beethovena debiutowała w 1978 roku w nowojorskiej Metropolitan Opera. W 1986 roku zaśpiewała na ślubie księcia Andrzeja i Sary Ferguson. Jej karierę zakończył nagle zdiagnozowany w 1992 roku nowotwór mózgu.
Zasłynęła przede wszystkim jako odtwórczyni ról w operach W.A. Mozarta, a także wykonawczyni muzyki dawnej, w tym dzieł Monteverdiego, J.S. Bacha i G.F. Händla. Wykonywała również muzykę współczesną, przez wiele lat występowała z zespołem Schönberg Ensemble. Dokonała prawykonań Sonaty na sopran, trąbkę i organy Gottfrieda von Einema (1974) i Concerto de la fidélité Germaine Tailleferre (1982). Dokonała licznych nagrań płytowych.